# Houyu, Fujian
Houyu är en socken i sydöstra Kina. Den ligger i stadsdistriktet Changle i staden Fuzhou i provinsen Fujian, omkring 23 kilometer öster om provinshuvudstaden Fuzhou. Antalet invånare är 5 027. Befolkningen består av 2 677 kvinnor och 2 350 män. Barn under 15 år utgör 8,0 %, vuxna 15-64 år 78 %, och äldre över 65 år 12,0 %.